# Cadavere per signora
Cadavere per signora è un film del 1964 diretto da Mario Mattoli.

## Trama
Laura è vittima di un ricatto, chiede quindi aiuto alle sue amiche di infanzia Renata, Marina e Giovanna, nel frattempo divenuta suora, per raccogliere la somma richiesta. Renata si incarica di consegnare il denaro al ricattatore ma la ragazza chiama le amiche per avvisarle che il ricattatore è stato ucciso.